# وحدة لغوية صغرى
وحدة لغوية صغرى أو المونيم أو اللفظم (بالإنجليزية: moneme)‏ في النحو العام هي أصغر وحدة لغوية ذات معنى. وهو عند المدرسة الوظيفية نوعان: المرفيمات من الأسماء والأفعال، اللكسيمات مثل الروابط المنطقية ونحوها.